# 사령부 (스타크래프트)
사령부(영어:Command Center)는 스타크래프트 종족인 테란의 주 건물이다. 테란에서 가장 기본 건물이 된다.

## 특징
사령부는 스타크래프트와 스타크래프트 리마스터에선 영단어인 Command Center를 그대로 한글로 음역한 커맨드 센터라고 부르며, 스타크래프트 2에서는 한국어로 번역한 사령부라고 부른다. 
테란의 기본 건물로서 아군 테란의 SCV가 채취한 미네랄과 가스를 보관하는 역할과 인구수를 10씩 제공한다. 인구수를 10씩 제공하는 것은 타 종족인 프로토스의 연결체가 인구수를 9 제공하는 것, 부화장이 인구수를 1만 제공하는 것에 비해 많이 제공해주는 것이다. 
또한 건물을 띄우는 것이 가능하기 때문에 기지가 적의 공격을 받는 상황이거나 본진에서 다른 멀티할 때에 요긴하게 쓰이며 적이 침입했을 때에 사령부 건물을 띄워서 사령부를 지키거나 플레이어가 원하는 멀티를 할 곳으로 사령부를 이동시키는 것이 가능하다. 애드온할 수 있는 건물은 2개가 존재하는데 사령부에다 애드온할 수 있는 건물은 콤셋 스테이션, 뉴클리어 사일로가 존재한다. 사령부는 체력 1500에 기본 방어력이 1로 넥서스, 해처리보다 탄탄한 건물이 되며 짓는데 필요한 자원은 미네랄 400에 건설 시간 120초가 된다. 
사령부는 이외에 테란의 일꾼인 SCV를 생산하는 건물이기도 하다. 다만 체력이 절반 이하로 깍인다면 적인 저그의 여왕에 의해 인페스티트 커맨드 센터로 변화하여 인페스티드 테란을 양산하고 아군 테란에 피해를 줄 수 있으니 사령부의 체력이 절반 이하로 깍인다면 반드시 수리해주는 것이 좋다. 스타크래프트 2에서는 체력은 1500으로 그대로지만 기본 방어력이 기존의 1에서 3으로 올랐으며 건설로봇 외에 지게로봇으로 새로운 일꾼 생산 및 궤도 사령부와 행성 요새로 건물을 업그레이드하는 것도 가능해졌다. 
궤도 사령부는 병영을 지은 뒤에 기존의 사령부에서 업그레이드가 가능하며 사령부에서 궤도 사령부로 업그레이드를 하는데 필요한 비용은 미네랄 150이 들어가며 체력 1500, 기본 방어력 3의 능력치를 가지고 있다. 행성 요새는 공학 연구소를 지으면 사령부에서 업그레이드가 가능하며 사령부나 궤도 사령부와 달리 사령부에서 행성 요새로 업그레이드를 할 때엔 가스 150이 추가로 들어가고 사령부나 궤도 사령부에 비해 건물을 띄우는 것이 불가능하지만 대신 기본 방어력이 3에서 5로 늘어난다. 또한 행성 요새는 지대지 공격력 40의 능력치도 가지고 있다.

## 같이 보기
- 스타크래프트
- 테란